# Rocky Roberts
Charles Roberts, detto Rocky (Tanner, 23 agosto 1941 – Roma, 14 gennaio 2005), è stato un cantante statunitense naturalizzato italiano.

## Biografia

### Gli esordi
Charles Roberts nacque a Tanner, un piccolo paese dell'Alabama, quartogenito di una famiglia modesta. Rimasto orfano di padre all'età di otto anni, iniziò a lavorare molto giovane, praticando vari mestieri. Trasferitosi in seguito a Miami (Florida), si arruolò nell'United States Navy e fu imbarcato sulla portaerei USS Independence a Key West, in Florida. Qui si distinse nel pugilato, vincendo quattro campionati nella categoria welter nelle varie tappe delle missioni navali statunitensi all'estero. Proprio durante un incontro di boxe, un colpo lo ferì gravemente alla mandibola e all'occhio sinistro, costringendolo ad abbandonare per sempre il ring e a indossare costantemente occhiali scuri che, oltre a nascondere la cicatrice, gli conferirono il look artistico che l'avrebbe contraddistinto negli anni a seguire.
Nello stesso periodo Roberts frequentava la band del batterista Doug Fowlkes, che si esibiva sulla portaerei. Fowkles, notato il suo talento di bluesman, lo fece cantare col nome di Rocker Roberts. La band si chiamava all'epoca Doug Fowlkes & The Airedales ed era composta da Fowlkes e Marvin Glover (batteria), Don Borja (basso), Charles Barron (chitarra), Jerry Armstrong (chitarra), Jerry Hendrix (pianoforte), Bob Given e Fred Lawrence (sassofoni).
Sul finire degli anni cinquanta, Roberts continuò a cantare come frontman degli Airedales, esibendosi sia sulle navi che in alcuni locali della Florida meridionale. La band, apprezzata soprattutto per il sound tipicamente soul e rhythm and blues, terminò la carriera navale nel 1962, per dedicarsi a tournée sulla Costa Azzurra. Durante una tappa francese, vennero notati da un dirigente della Barclay, che propose loro un contratto agli studi ATCO di New York City dove incisero una serie di 45 giri ed EP pubblicati a partire dal 1960 (in Italia dalla Vis Radio), figurando come «Rocker Roberts con Doug Fowlkes and the Airedales».
La band si riorganizzò poi nel 1963 come Rocky Roberts and The Airedales, con Wess al basso, Eddy Taylor al sax (cui nel 1967 subentrò James Sampson), Henry Hooks (sax e chitarra), Jessie King (tastiere), Marvin Glover (batteria, nel 1968 sostituito da Marvin Johnson, fratello di Wess) e con Doug Fowlkes esclusivamente nella veste di produttore e manager.
In Francia Roberts divenne piuttosto popolare interpretando classici della Stax e della Motown: nel 1964 vince il campionato internazionale di rock 'n' roll a Cannes.

### In Italia
Nel 1965 fu notato da Renzo Arbore e da Gianni Boncompagni che lo chiamarono a Roma per affidargli la sigla del programma radiofonico Bandiera Gialla: il suo brano T-Bird, all'epoca conosciuto e pubblicato solo in Francia. Nel frattempo, Roberts incise altri due 45 giri per la Barclay, per poi passare alla Durium Records.
Insieme a numerosi altri personaggi dello spettacolo, nel 1967 e 1968 Rocky prese parte a una serie di sketch della rubrica pubblicitaria televisiva Carosello, pubblicizzando le conserve alimentari e i pomodori pelati della Arrigoni.
Nel periodo trascorso a Roma imparò un italiano che rimase sempre approssimativo, ma grazie alla bella voce e alla sua verve il successo non tardò ad arrivare e, tra varie apparizioni in TV e appuntamenti live, il boom arrivò nel 1967 con la vittoria del Festivalbar, in cui presentò il brano Stasera mi butto, in origine nato come sigla del varietà televisivo Sabato sera. Il grande successo del brano, con 18 settimane in classifica, ispirarono in seguito il musicarello omonimo, diretto da Ettore Maria Fizzarotti: a fianco di Rocky recitarono Giancarlo Giannini, Franco Franchi, Ciccio Ingrassia, Enrico Montesano, Marisa Sannia, Nino Taranto e Lola Falana, altra stella afroamericana che negli anni sessanta conobbe il successo in Europa.
Nel 1966 interpretò la canzone Django, scritta da Luis Bacalov per l'omonimo film di Sergio Corbucci. La stessa canzone è nei titoli di testa di Django Unchained (2012) di Quentin Tarantino.
L'artista consolidò il successo interpretando altre canzoni (Per conquistare te, Se l'amore c'è, Just because of you, Lasciami stare e altre) fino a riconfermarsi con il brano dall'impronta ballabile Sono tremendo, sigla finale di un'altra trasmissione radiofonica, Al vostro servizio, registrato anche in altre quattro lingue e ripreso anche nel musicarello Il ragazzo che sorride di Aldo Grimaldi (1969). Nello stesso anno il cantante partecipò al Festival di Sanremo in coppia con Robertino, con il brano Le belle donne. Anche l'anno successivo intervenne alla kermesse canora insieme a Il Supergruppo, proponendo il brano Accidenti.
Nel periodo tra 1970 e il 1973 svolse tournée europee, soprattutto in Francia e Spagna, alternate a rientri negli Stati Uniti. Gli Airedales decisero intanto d'inserire Wess come cantante, e Rocky scelse quindi come band di accompagnamento la band francese I Pyrañas. Nello stesso periodo sposò Katia, una ragazza italiana da cui ebbe un figlio, Randy, nato nel 1974. Rocky si stabilì quindi a Roma e sul finire degli anni settanta, nonostante fosse molto impegnato con apparizioni dal vivo, tournée all'estero e partecipazioni a programmi televisivi, tornò spesso in sala d'incisione a rivisitare intramontabili successi e per realizzare anche alcune cover soul ispirandosi al grande Otis Redding. Pubblicò quindi alcuni 45 giri per varie etichette (Decca, Riviera, Barclay, Ariston Records), ma senza più raggiungere il successo del decennio precedente.
Nel 1979 incise la ballad You're the Reason di Victor Bach, tratta dall'album Dangerous. Fu Bach a riferire quello che Roberts gli confessò una volta: «Pochi sanno che la mia vera passione è cantare il soul e il blues, e che mi piacciono molto i lenti: invece sono stato condannato a cantare sempre Stasera mi butto».

### Gli ultimi anni
Negli anni ottanta tornò negli Stati Uniti dove, dopo un lungo periodo di inattività musicale, incise l'album Dedicated, pubblicato nel 1990,  che riscosse nuovamente successo in Italia ed Europa. Rientrato in Italia nel 1997, vide il figlio Randy esibirsi al Festival di Sanremo con il brano No Stop. Le sue esibizioni dal vivo proseguirono fino agli inizi degli anni duemila, quando prese parte alla seconda edizione del musical La febbre del sabato sera, ispirato al film omonimo. 
Roberts morì presso la sua abitazione romana all'Olgiata all'età di 63 anni, il 14 gennaio 2005, a causa di un tumore. 

## Discografia

### Album in studio
- 1961 - Doug Fowlkes and the Airedales
- 1965 - Rocky Roberts e gli Airedales
- 1967 - Rocky Roberts & The Airedales
- 1967 - Sabato sera
- 1968 - La dinamite nella voce
- 1969 - This Is Rocky Roberts
- 1969 - Rocky Roberts (Vergara, 7.047), pubblicato in Spagna
- 1970 - Recorded in USA
- 1978 - Un grande del Rhythm and Blues
- 1979 - Dangerous (come Rocky)
- 1990 - Dedicated

### EP
- 1960 - Dina/Ramrod/Feels So Good/Night Train
- 1960 - Lonely/DUmplings/Over And Over/Honky Tonk
- 1960 - Wizard/Come What May/Lucille/Dishrag

### Singoli
- 1962 - The Twist/Let's Twist Again
- 1962 - Hit The Road Jack/New Orleans
- 1965 - T. Bird/Hitch Hike
- 1966 - Stop Pretending/Everybody Needs Somebody
- 1966 - Shot Gun/Any Ole Way
- 1966 - Buzz Buzz Buzz/Paper Rose
- 1966 - My Heart With Love/Leave My Kitten Alone
- 1967 - Got A Thing Doing/Don't Play That Song
- 1967 - Gira gira/Got A Thing Doing
- 1967 - Stasera mi butto/Just Because Of You
- 1967 - Dove credi di andare/Can't Ask No More
- 1967 - Don't Play That Song/Hey Joe
- 1967 - Stasera mi butto/Fammi un sorriso
- 1967 - Un giorno con te/Qui la gente sa vivere
- 1967 - Lasciami stare/Just don't know
- 1967 - Per conquistare te/Se c'è l'amore
- 1967 - If He Could/Lady Barbara
- 1967 - Jingle Bells/Silent Night
- 1968 - Ciao ciao ciao/Dietro-front
- 1968 - Sono tremendo/Se una sera
- 1969 - Le belle donne/Ma per fortuna (durium, CN A 9292)
- 1969 - Ma non ti lascio/Appassionatamente
- 1970 - Accidenti/I Know You'll Come Running Back
- 1970 - Victoria/Volare (Nel blu dipinto di blu)
- 1972 - L'amore mio per te/Io non ti crederò
- 1972 - Hold On To What You've Got/Do It Now
- 1972 - Girl Of Mine/Leave The World
- 1972 - Che donna sei/È nell'aria
- 1972 - Faith (U-pa-ni-sha) / Can be done
- 1973 - Dov'è l'amor/Tu signora Jones
- 1974 - Mathusalem/Looking back
- 1975 - Soul Music Is Back/Soul Music Is Back parte 2
- 1976 - Broadway/We Said Goodbye
- 1977 - That's No Way/Abracadabra
- 1979 - You're The Reason/Get Down (come Rocky)

## Filmografia
- Una ragazza tutta d'oro, regia di Mariano Laurenti (1967)
- Non mi dire mai goodbye, regia di Gianfranco Baldanello (1967)
- Stasera mi butto, regia di Ettore Maria Fizzarotti (1967)
- I ragazzi di Bandiera Gialla, regia di Mariano Laurenti (1968)
- Il ragazzo che sorride, regia di Aldo Grimaldi (1969)